# Tuomiosaari (ö i Birkaland)
Tuomiosaari är en ö i Finland. Den ligger i sjön Tuomiojärvi och i kommunen Ylöjärvi i den ekonomiska regionen Tammerfors och landskapet Birkaland, i den sydvästra delen av landet, 220 km norr om huvudstaden Helsingfors. Öns area är 0,5 hektar och dess största längd är 110 meter i nord-sydlig riktning.